# Prix Erich-Salomon
Le prix Erich-Salomon, Dr.-Erich-Salomon-Preis der DGPh, récompense depuis 1971 des organes de presse ou des photographes, pour « une pratique remarquable du photojournalisme ». Il est décerné annuellement par la Société allemande de photographie. 
Ce prix est dédié à la mémoire du photographe allemand Erich Salomon (1886-1944).

## Lauréats
- 1971 : Magazine Stern
- 1972 : Magazine Du (de)[1]
- 1973 : Magazine Avenue
- 1974 : Magazine Epoca
- 1975 : Personenbeschreibung, émissions de Georg Stefan Troller sur ZDF
- 1976 : Magazine Die Zeit
- 1977 : Magazine Bild der Wissenschaft
- 1978 : Magazine National Geographic
- 1979 : Der 7.Sinn, émissions de la WDR
- 1980 : Magazine GEO
- 1981 : Service photo de Deutsche Presse-Agentur
- 1982 : Fondation World Press Photo (Pays-Bas)
- 1983 : Lotte Jacobi ; Tim Gidal
- 1984 : Frankfurter Allgemeine Magazin
- 1985 : Robert Franck
- 1986 : Peter Magubane
- 1987 : Josef Heinrich Darchinger
- 1988 : Sebastião Salgado
- 1989 : Barbara Klemm
- 1990 : Cristina García Rodero
- 1991 : Robert Lebeck
- 1992 : Don McCullin
- 1993 : Don McCullin
- 1994 : Mary Ellen Mark
- 1995 : Gilles Peress
- 1996 : Regina Schmeken
- 1997 : Peter Hunter
- 1998 : René Burri
- 1999 : Eva Besnyö
- 2000 : Arno Fischer
- 2001 : Herlinde Koelbl
- 2002 : Reporters sans frontières
- 2003 : John G. Morris
- 2004 : Will McBride
- 2005 : Horst Faas
- 2006 : Martin Parr
- 2007 : Letizia Battaglia
- 2008 : Anders Petersen
- 2009 : Sylvia Plachy
- 2010 : Michael von Graffenried
- 2011 : Heidi et Hans-Jürgen Koch
- 2012 : Peter Bialobrzeski
- 2013 : Paolo Pellegrin
- 2014 : Gerd Ludwig
- 2015 : Josef Koudelka
- 2016 : Rolf Nobel
- 2017 : Antanas Sutkus[2]
- 2018 : non décerné
- 2019 : Stephanie Sinclair[3]
- 2020 : Chris Killip[4].
- 2021 : Hans-Jürgen Burkard[5]
- 2022 : Susan Meiselas[6]